# Silvestriola farinicola
Silvestriola farinicola är en tvåvingeart som först beskrevs av Barnes 1929.  Silvestriola farinicola ingår i släktet Silvestriola och familjen gallmyggor. Inga underarter finns listade i Catalogue of Life.